# Concepción, Sololá
Concepción är en kommunhuvudort i Guatemala.   Den ligger i departementet Departamento de Sololá, i den sydvästra delen av landet, 70 km väster om huvudstaden Guatemala City. Concepción ligger 2 085 meter över havet och antalet invånare är 3 292.
Terrängen runt Concepción är bergig, och sluttar söderut. Runt Concepción är det tätbefolkat, med 276 invånare per kvadratkilometer. Närmaste större samhälle är Sololá, 3,8 km väster om Concepción. Omgivningarna runt Concepción är en mosaik av jordbruksmark och naturlig växtlighet.